# Лю Чуан
Лю Чуа́н (кит. упр. 刘闯, пиньинь Liú Chuǎng) — китайский профессиональный игрок в снукер. 
Стал профессионалом в 2007 году после успешного выступления на Азиатском чемпионате по снукеру. В первый сезон он сенсационно вышел в основную сетку турнира China Open, но затем проиграл Ронни О'Салливану со счётом 1:5. На первенстве мира 2008 года Чуан также достиг 1/16 финала, обыграв в квалификации Колина Митчелла, Ли Уокера, Джо Делэни, Дэвида Грэя и Доминика Дэйла. Однако в финальной стадии он вновь уступил О’Салливану, 5:10, хотя некоторое время шла равная игра. Таким образом, Лю стал всего четвёртым снукеристом в истории, которому удавалось пройти в 1/16 чемпионата мира в возрасте 17 лет. По итогам того сезона (2007/08) китайцу не хватало очков для сохранения места в мэйн-туре, но он остался, получив уайлд-кард.
С сезона 2010/11 Лю Чуан, после годичного перерыва, продолжил выступать в мэйн-туре, благодаря победе на чемпионате Азии 2010 среди игроков не старше 21 года.

## Достижения в карьере
- Чемпионат мира 1/16 финала — 2008
- China Open 1/16 финала — 2008
- Чемпионат Азии U-21 победитель — 2010